# Caroli city

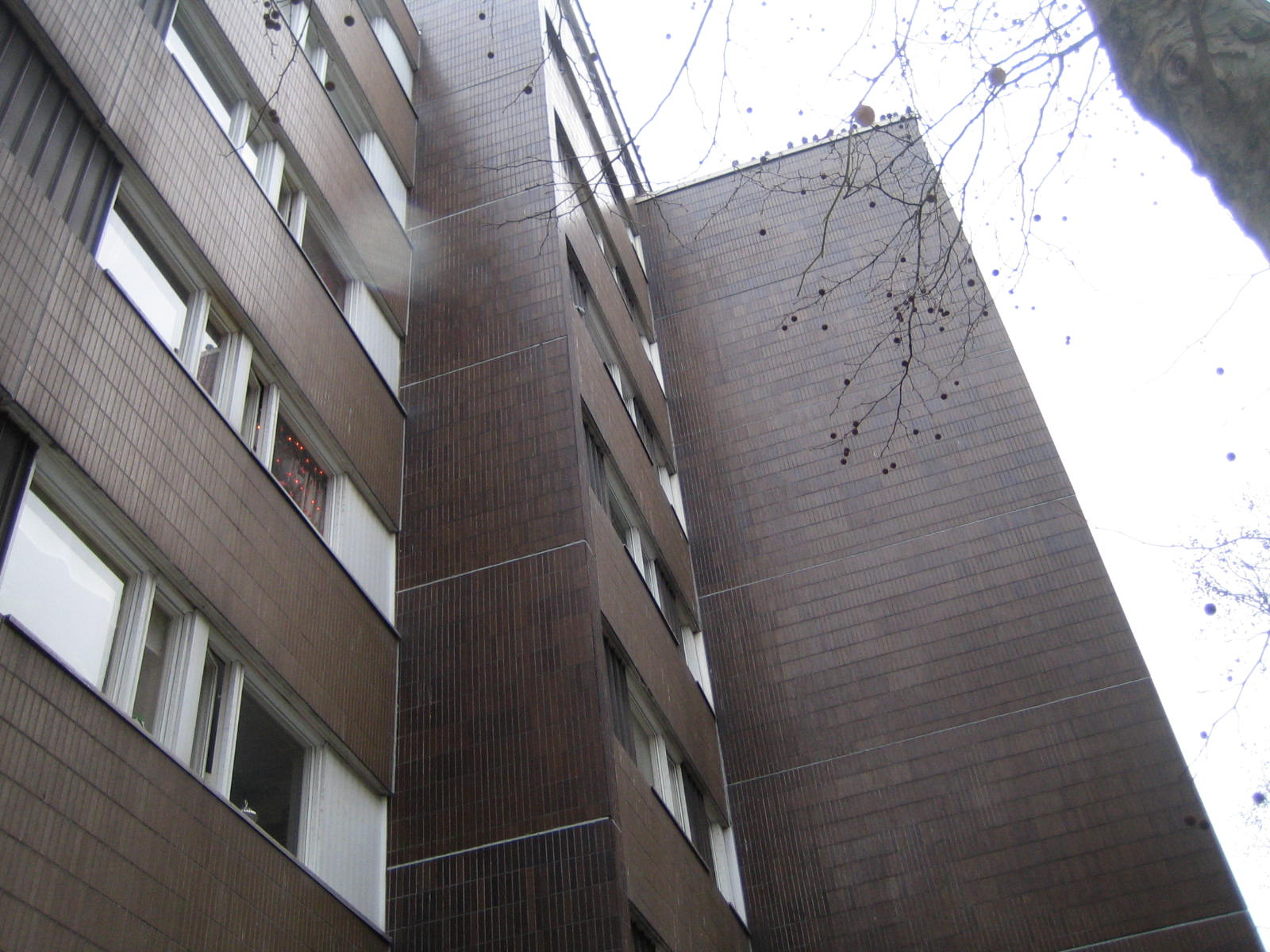
Caroli Citys fasad av mörkbruna, klinkerklädda betongelement

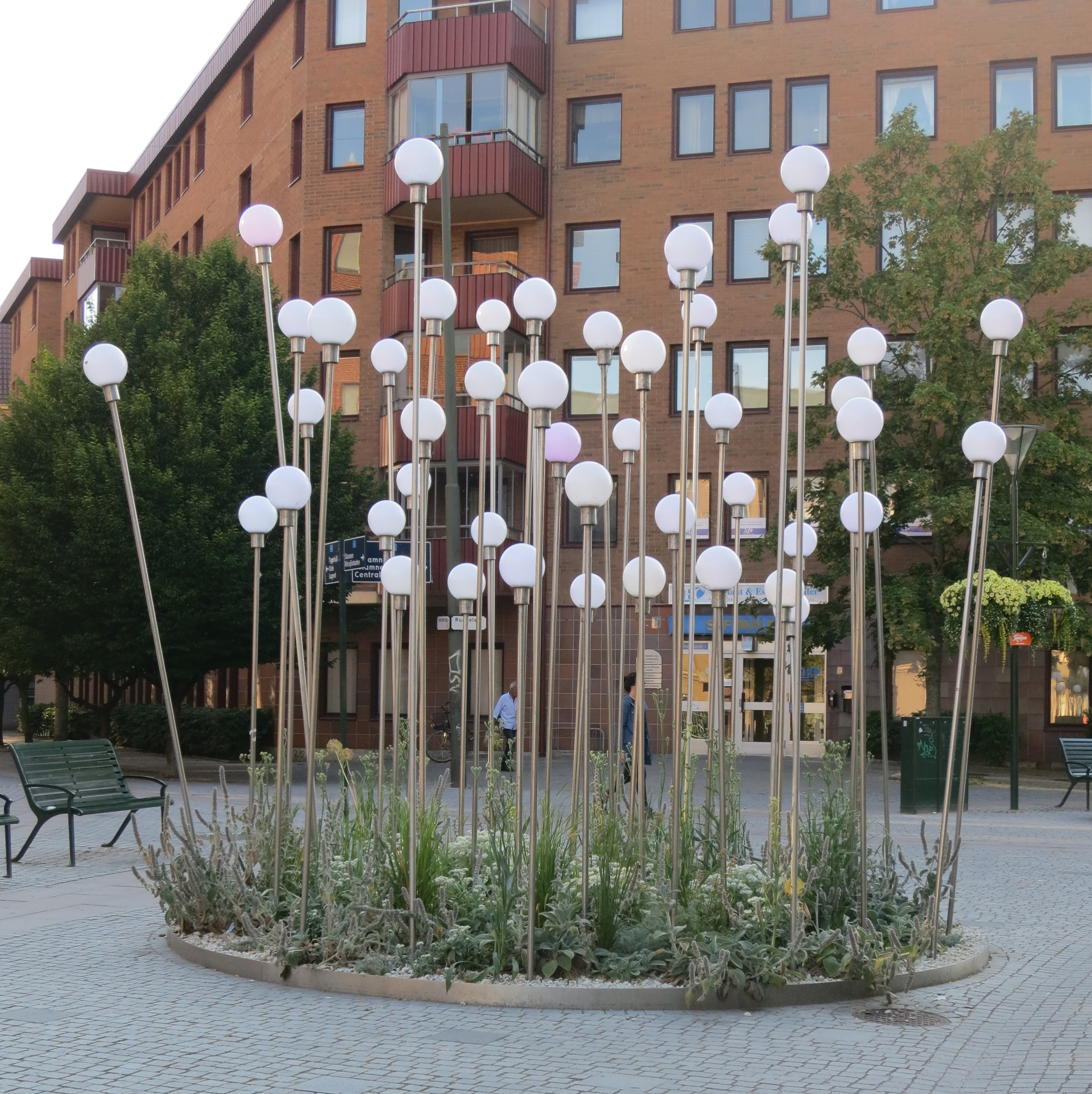
Genius Loci av Susann Rönnertz, skulptur uppförd i och med ombyggnaden 2013

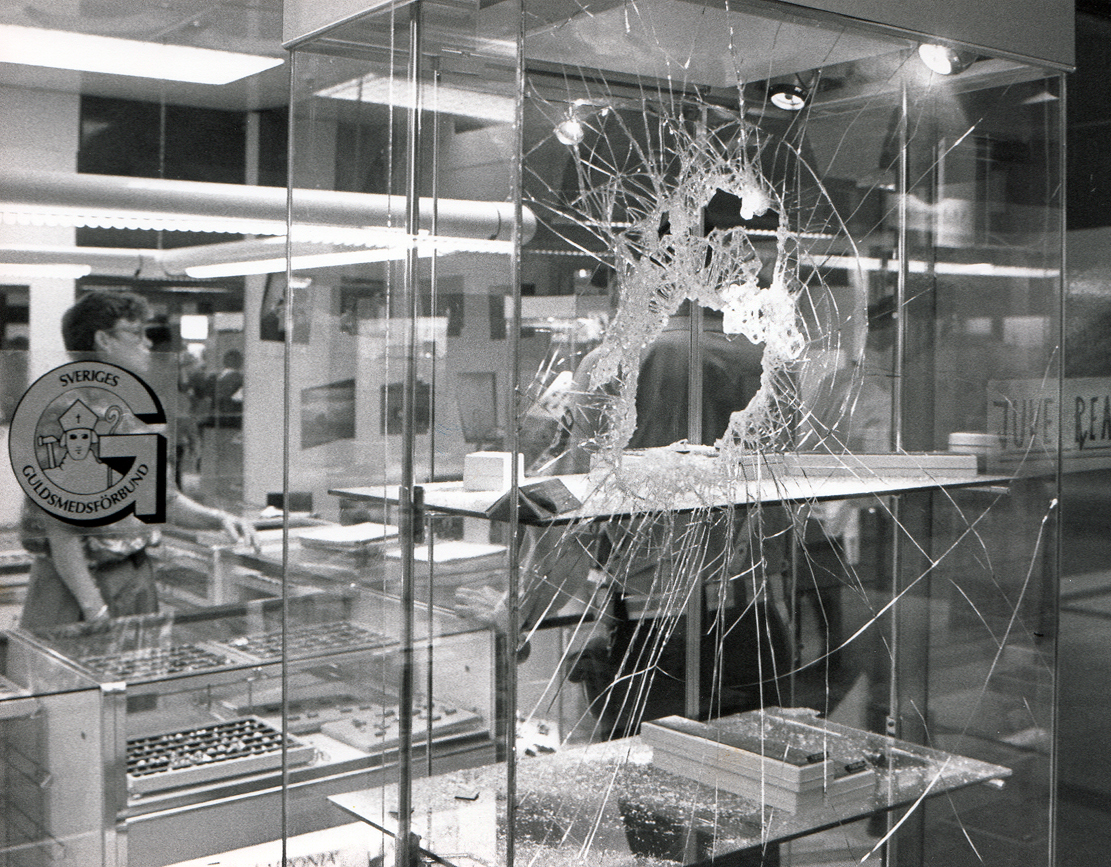
En smash and grab-kupp inträffade på Caroli Guld 1987.

Caroli city är ett affärs-, bostads- och kontorskomplex med utrymme för över 40 butiker i Gamla staden i Malmö, intill Caroli kyrka. Köpcentrumet har numera bytt namn till Kvarteret Caroli. Byggnadskomplexet byggdes etappvis mellan 1969 och 1973 och byggdes sedan helt om fram till hösten 2013.
Caroli City är ett exempel på svensk innerstadssanering utan historiska hänsyn.

## Uppbyggnad
Initiativtagare till Caroli City var Hugo Åberg. Planerna presenterades 1967 och projektet kom att genomföras av Skånska Cementgjuteriet. Arkitekt var Thorsten Roos arkitektkontor. För att genomföra projektet revs i stort sett all bebyggelse i Carolikvarteren och därtill revs tre gator, varav två var några av Malmös allra äldsta (Mårtensgatan och den medeltida delen av Grönegatan, båda från slutet på 1200-talet). De första hyresgästerna flyttade under år 1969 in i den första etappen vid Kattsundsgatan och därefter färdigställdes komplexet fram till 1973. Den 20 september detta år invigdes det nya stora köpcentret med 55 butiker längs en inglasad gata i två våningsplan. Det var den dittills största butiksgallerian i Malmö. Hela 900 lägenheter hade uppförts, varav 500 enrummare. Lägenheterna förlades längs långa korridorer.
Efter uppförandet av Caroli City och andra innerstadssaneringar blev protesterna generellt mot rivningarna starkare. Rivningen av Carolikvarteren har kritiserades för att man exploaterade och rev det medeltida gatunätet i området. 
Köpcentret Caroli köptes 2007 av Carnegie Fastigheter Sverige AB för 752 Mkr av Wihlborgs.
År 2020 utsåg föreningen Arkitekturupproret byggnaden till den fulaste i Malmö och den tredje fulaste i Sverige.

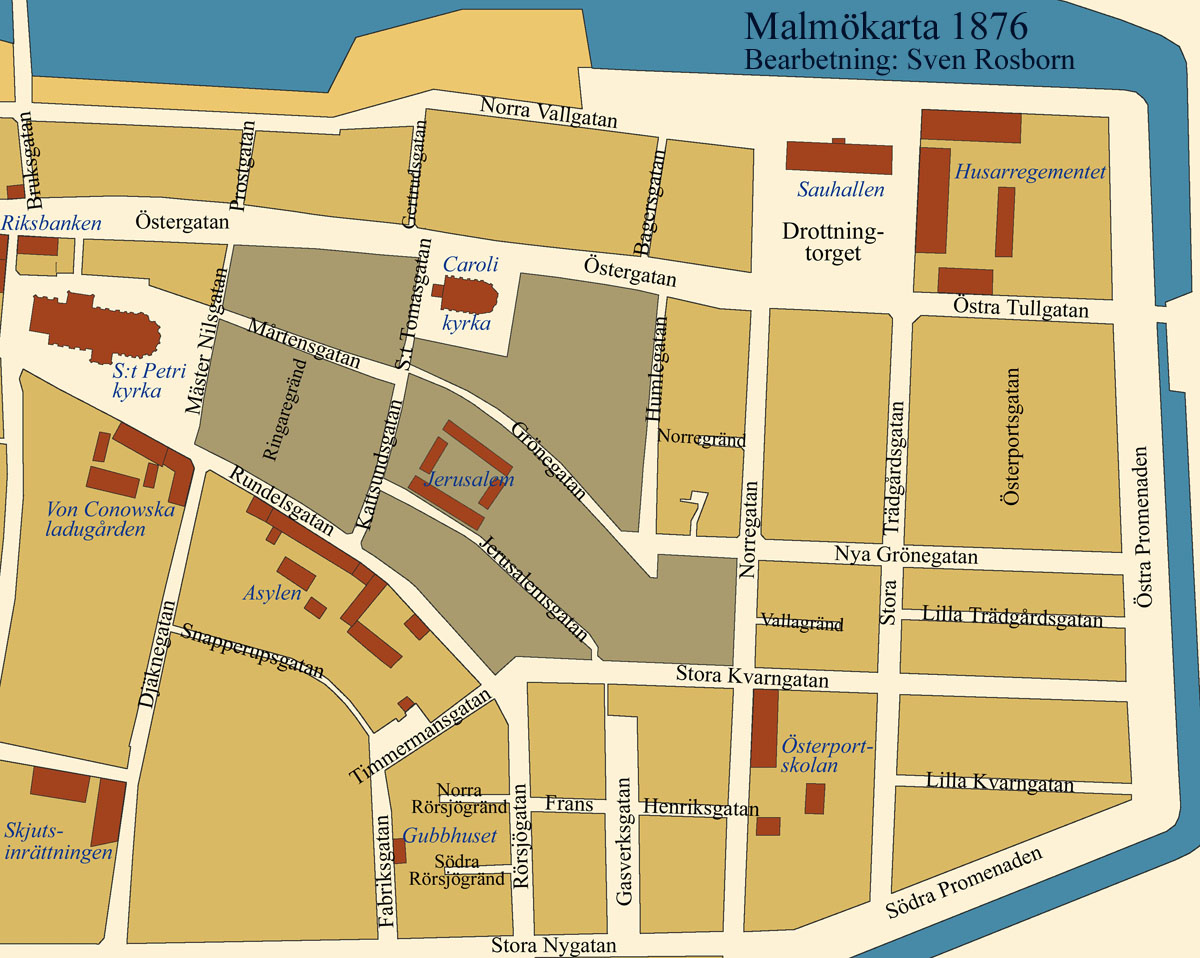
Kvarteren innan Caroli Citys tillkomst (mörka). Tre gator försvann inom de ursprungliga Carolikvarteren: Mårtensgatan, Jerusalemsgatan och den äldre delen av Grönegatan, några av Malmös äldsta gator. Jerusalemsgatan hade dragits fram i början av 1860-talet för att undanröja den för kvarteret skadliga vattenavloppsgropen som gick i samma sträckning som gatan.

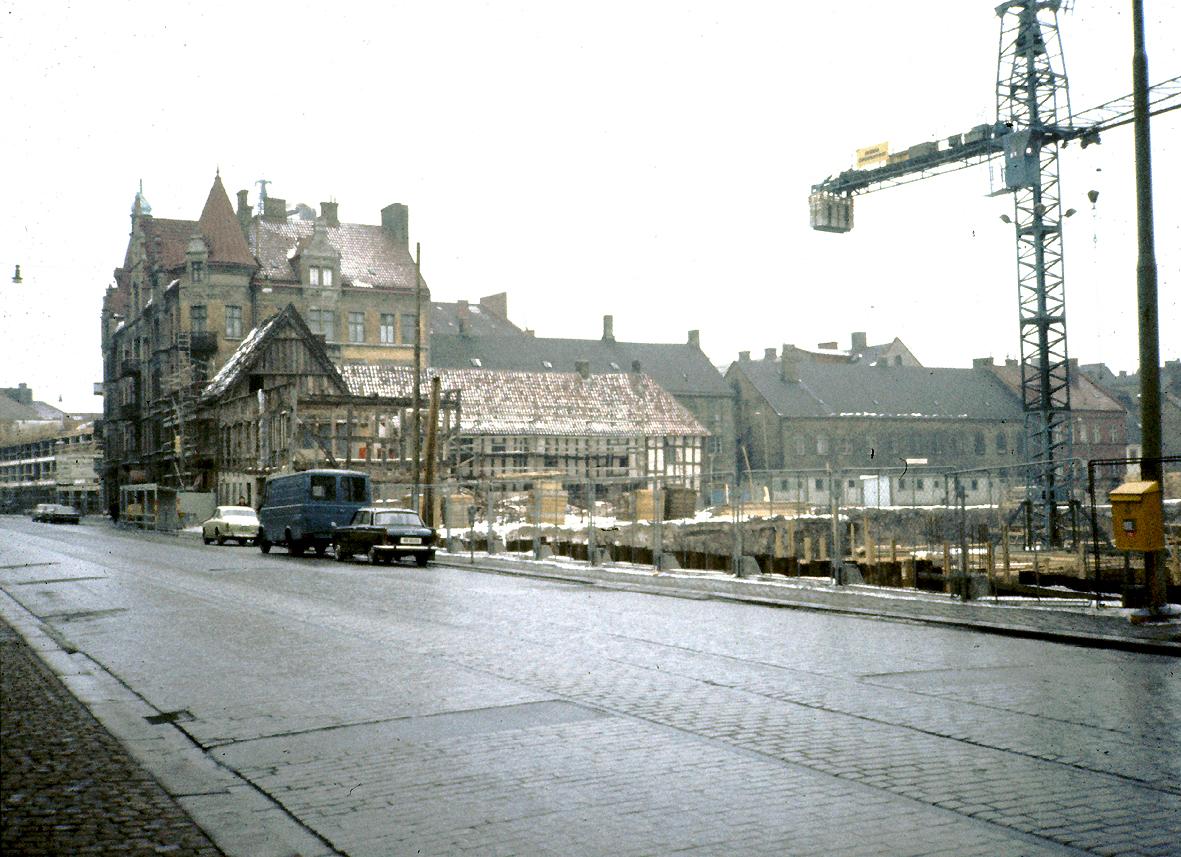
Schaktningsarbetena för Caroli City 1970. Fotot taget från Östergatan.

## Ombyggnad
Diskussioner inleddes 2008 om att bygga om köpcentret Caroli. En inbjuden arkitekttävling arrangerades där förslaget Sleeping beauty av det danska arkitektkontoret Schmidt Hammer Lassen i samarbejde med Kragh & Berglund Landskabsarkitekter A/S utsågs till vinnare. Förslaget innebar bland annat att köpcentret bröts ner och öppnades upp mot omgivningen. Ombyggnaden blev försenad på grund av finanskrisen men blev färdigställt i augusti 2013.
Detta förslag hade i kommentarer till en artikel i Sydsvenska Dagbladet kritiserats av personer som skulle vilja att de gamla Carolikvarteren rekonstruerades för att ge Öster nytt liv med koppling till det gamla, medeltida gatunätet.
Ett sådant förslag presenterades på Malmö stads hemsida för medborgarförslag (Malmöinitiativet). Det nya Caroli har färre butiker än det gamla och köpcentret upptar nu bara en våning.
Gatorna direkt söder om köpcentret har byggts om till gågata, med serveringar ut mot en ny torgbildning, och mer inbjudande gångstråk till St Petri Kyrka, Balzargatan respektive Moderna Museet (fd. Rooseum). 

## Carolikvarteren
Ibland används benämningen Caroli City om Carolikvarteren i Gamla staden och dess angränsande kvarter, eller helt och hållet på den östra delen av Gamla staden.  